# 四孔草
四孔草（学名：Cyanotis cristata）为鸭跖草科蓝耳草属的植物。分布在马来西亚、印度、缅甸、菲律宾、斯里兰卡、越南、泰国、柬埔寨、印度尼西亚、老挝以及中国大陆的广东、海南、广西、贵州、云南等地，生长于海拔180米至2,000米的地区，常生于山谷溪边、林下和开旷潮湿处，目前尚未由人工引种栽培。

## 别名
蛇通管（广东新兴）